# Benznidazol
Benznidazol je antiparazitarni lijek koji se koristi u liječenju Chagasove bolesti. 
Farmaceutska tvrtka Hoffmann–La Roche prodaje ovaj lijek pod imenima Rochagan i Radanil.

## Nuspojave
Najčešći neželjeni učinci u terapiji benznidazolom su osip i simptomi probavnog sustava kao npr. mučnina. Rijetko dolazi, kod dužeg uzimanja lijeka, do periferne neuropatije.